# Greenpeace

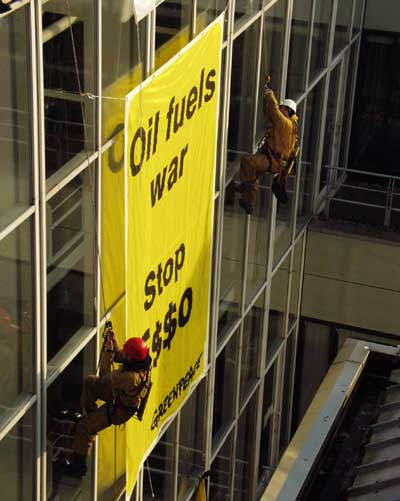
Tiltakozó greenpeace-esek az ExxonMobil székházán

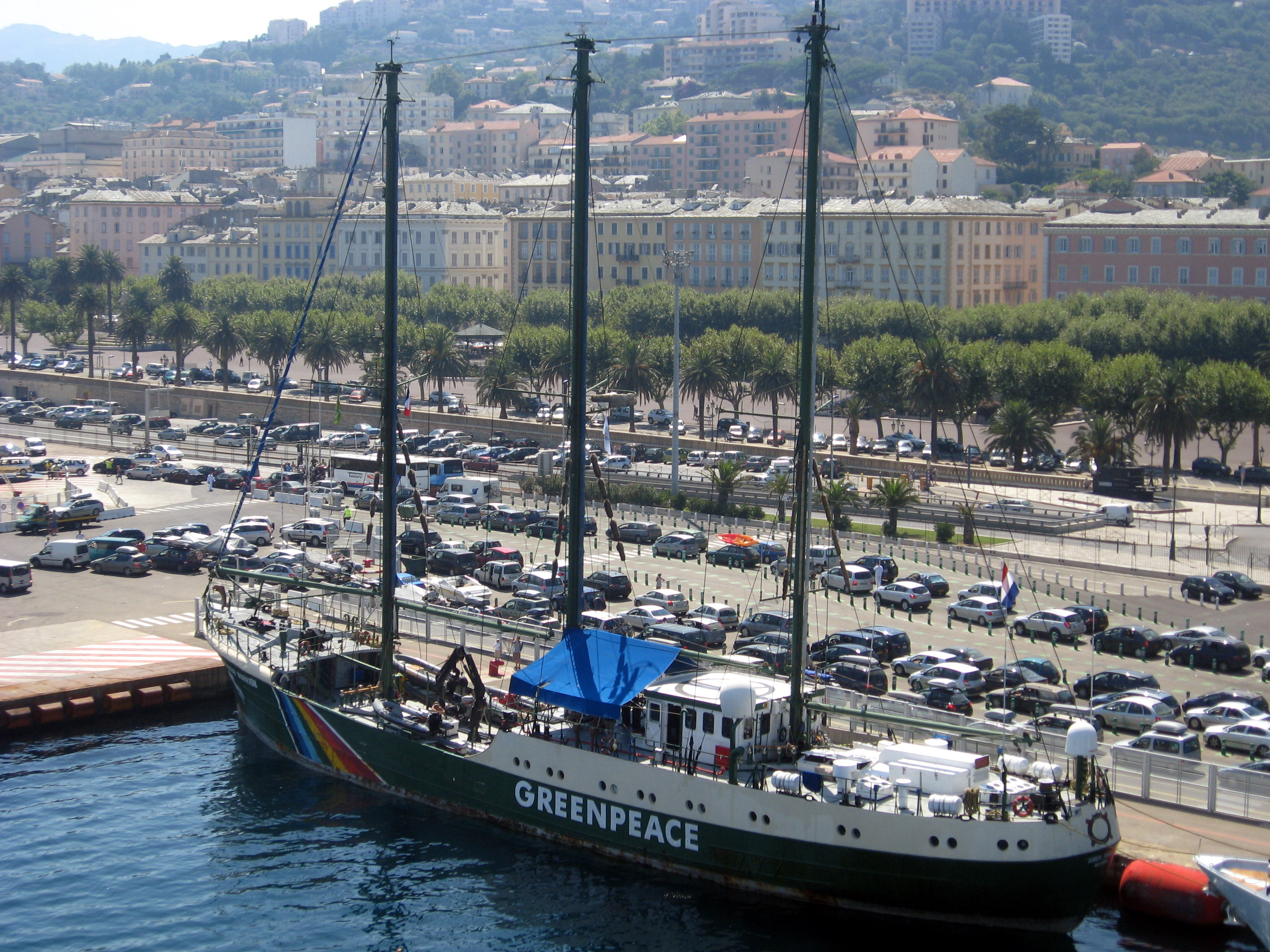
A Greenpeace-flotta vezérhajója, a Rainbow Warrior

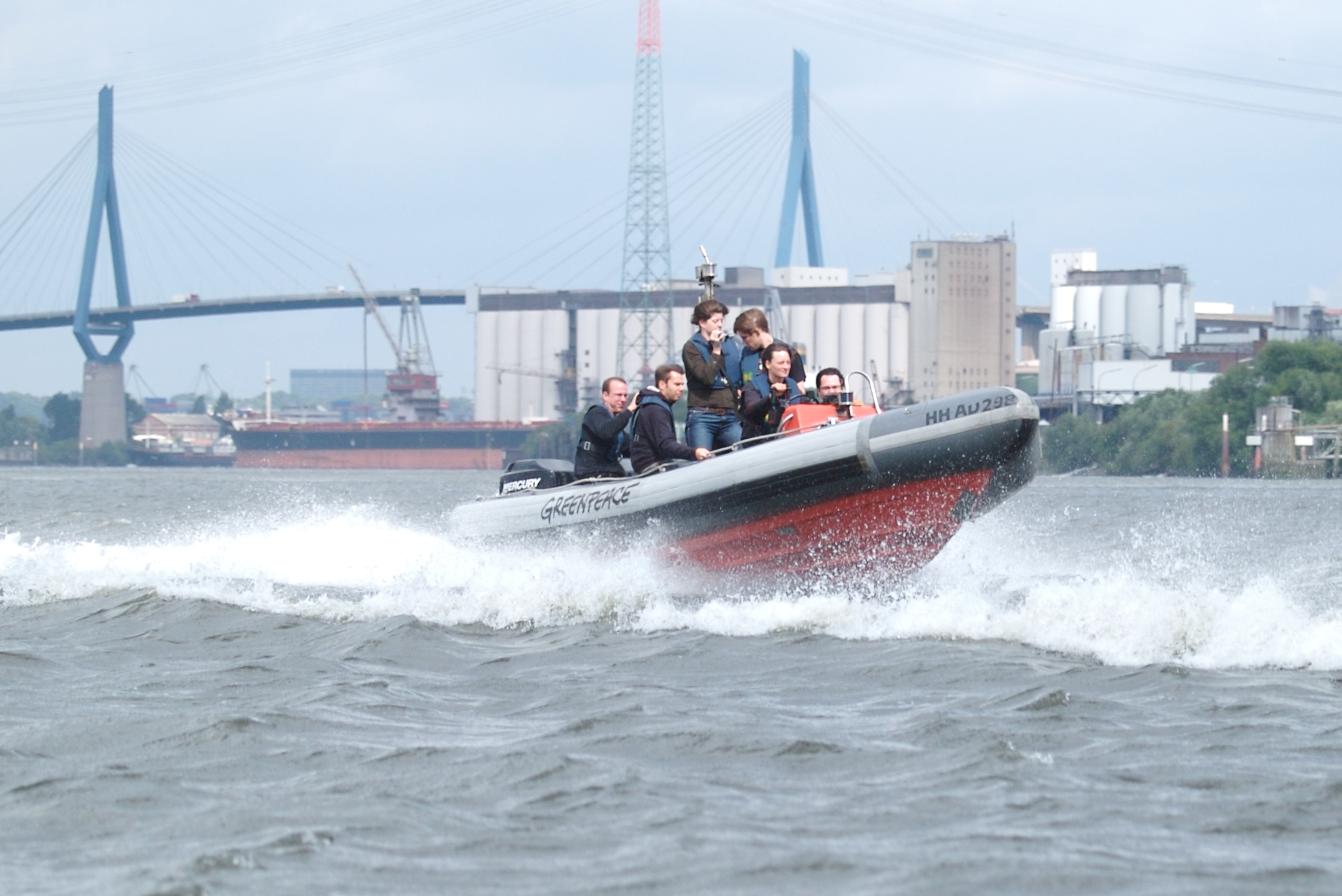
Német Greenpeace-aktivisták akcióban

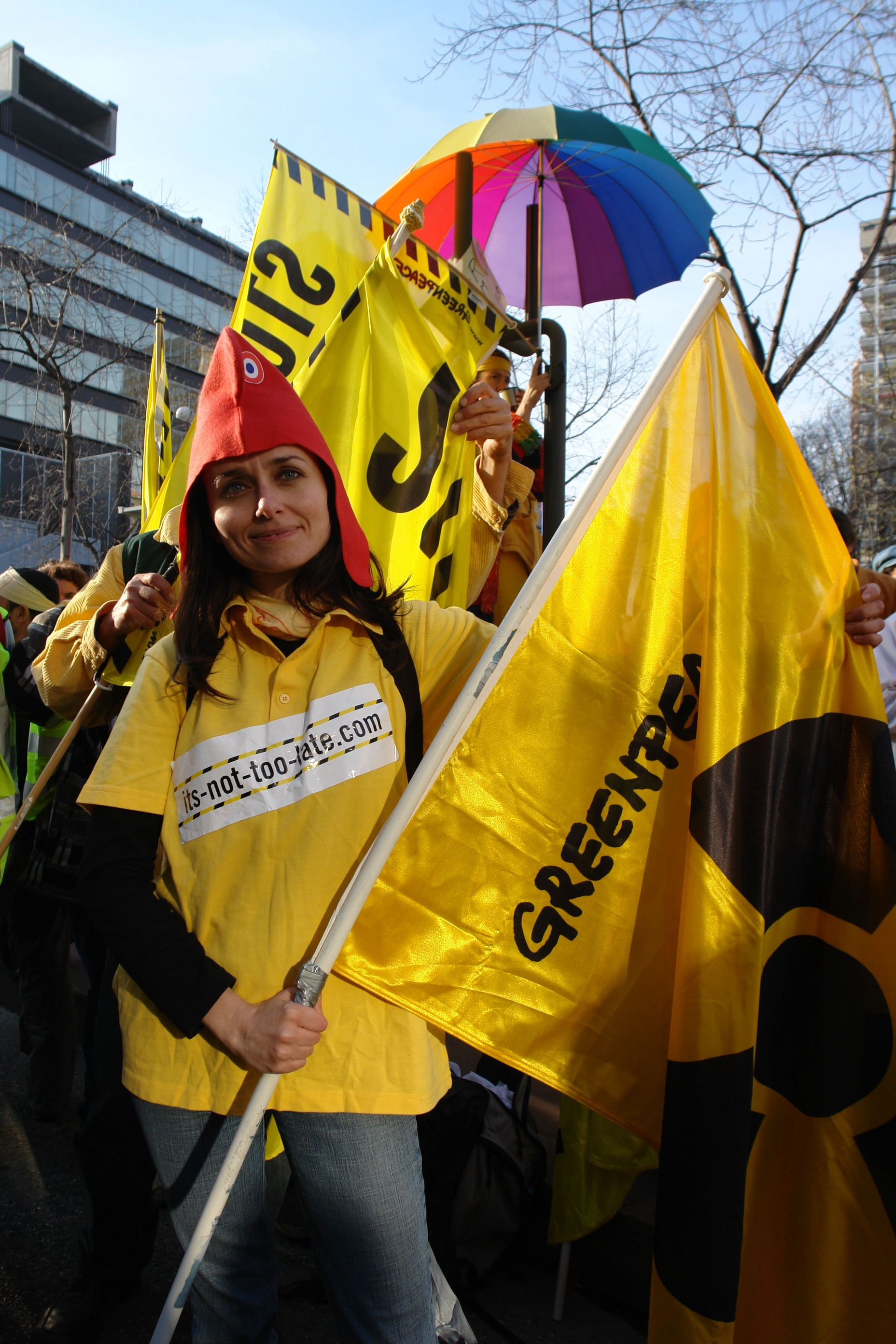
Francia Greenpeace-önkéntes

A Greenpeace (ejtsd: grínpísz) a világ legnagyobb független természetvédelmi és környezetvédelmi szervezete. 1971-ben alapították a kanadai Vancouverben, a központja ma Amszterdamban található. Jelenleg 45 országban rendelkezik irodával. A civil szervezet célja, hogy kampányaival minél szélesebb körben terjessze a környezettudatos szemléletet és életmódot, valamint hogy felderítse a természetet és az emberi környezetet pusztító tevékenységeket, és ezek felelőseit változtatásra bírja. A szervezet a nemzetközi környezetvédő mozgalom radikális irányzatát képviseli, és elsősorban látványos és bátor akcióiról ismert. Ezek az akciók nemritkán a hatóságok részéről konfliktusokhoz is vezetnek, amelyekben a Greenpeace aktivistái minden esetben az erőszakmentesség elvét követik. Világszerte mintegy 400 000 ember vesz részt önkéntes munkájával a Greenpeace tevékenységében. A szervezet mindenfajta politikai szervezettől és irányzattól elhatárolódik.
A Greenpeace a következő témákban folytat nemzetközi kampányt:
- átállás a megújuló energiaforrásokra a fosszilis tüzelőanyagok és az atomenergia helyett
- a globális felmelegedés megállítása
- a genetikailag módosított élőlények (GMO) üzleti érdekeket szolgáló előállításának betiltása (az orvosi célból történő nem!)
- a tengerek szennyezésének és a tengeri élővilág pusztításának beszüntetése
- a trópusi esőerdők megmentése
- a különböző mérgező vegyi anyagok kibocsátásának beszüntetése

## Felépítése
A Greenpeace tulajdonképpen egy nemzetközi hálózat, amelyhez egy nemzetközi, valamint 4 regionális és 19 országos központi iroda tartozik. A regionális irodák további országokban működő kisebb kampányirodákat fognak össze. A Greenpeace 2007 márciusában a következő 41 országban volt jelen:
- Regionális irodák:
  - Greenpeace CEE, székhelye: Bécs (Ausztria, Lengyelország, Magyarország, Szlovákia, Bulgária, Horvátország, Románia és Szlovénia)
  - Greenpeace Nordic (Dánia, Finnország, Norvégia, Svédország)
  - Greenpeace Mediterranean (Ciprus, Izrael, Libanon, Málta, Törökország, Tunézia)
  - Greenpeace Australia-Pacific (Ausztrália, Fidzsi-szigetek, Pápua Új-Guinea, Salamon-szigetek)
- Országos központi irodák:
  - Európa: Belgium, Csehország, Egyesült Királyság, Franciaország, Görögország, Hollandia, Luxemburg, Németország, Olaszország, Oroszország, Spanyolország, Svájc,
  - Amerika: Amerikai Egyesült Államok, Argentína, Brazília, Chile, Kanada, Mexikó
  - A többi földrész: Fülöp-szigetek, India, Indonézia, Japán, Kína, Thaiföld, Új-Zéland

A regionális és országos irodák és kampányirodák jogilag önálló szervezetekként működnek, valójában azonban szoros együttműködésben állnak egymással. Munkájukat az amszterdami székhellyel működő nemzetközi központ, a Greenpeace International hangolja össze. Ennek működését egy nemzetközi döntéshozó testület segíti (Greenpeace Központi Tanács – Stichting Greenpeace Council), amelynek fő résztvevői a nemzeti és regionális irodák képviselői. A Greenpeace International koordinálja a világméretű kampányokat.
A regionális és országos irodák anyagilag támogatják a Greenpeace International-t. Az egyes Greenpeace-irodák helyi szintű kampányokat folytatnak, részt vesznek a nemzetközi kampányok tervezésében és végrehajtásában, nagyjából önállóan teremtik elő pénzügyi forrásaikat (magánszemélyek adományaiból) munkájukhoz, és irányítják az önkéntesek helyi csoportjainak munkáját. A helyi csoportok önkéntes aktivistái vesznek részt az akciókban a kampánymunkában. Ezenkívül mindazon személyek milliói is a Greenpeace csapatába tartoznak, akik a helyi csoportok munkájában közvetlenül ugyan nem vesznek részt, de pénzbeli adományaikkal támogatják a szervezetet vagy a Greenpeace helyi kampányaihoz, felhívásaihoz állampolgárokként, illetve fogyasztókként csatlakoznak.
A nemzeti és regionális Greenpeace irodák határozott alapját képezik a helyi környezetvédelmi közösségnek világszerte minden országban, ahol a Greenpeace jelen van. Az emberekkel, lakossággal való közvetlen kapcsolat biztosítanak: minden Greenpeace irodát közvetlenül el lehet érni telefonon vagy e-mailen.
Azokban az országokban, ahol nincs Greenpeace iroda, a Greenpeace International tartja a kapcsolatot a támogatókkal és az adományozókkal. A központi iroda továbbá egy sor szolgáltatást nyújt a nemzeti és regionális irodák számára, úgy mint a Greenpeace hajók támogatása a kampányokban, új irodák alapítása, pénzügyi előrejelzések és stratégiák készítése és egységesítése a globális szervezet egészére nézve, segítségnyújtás az adománygyűjtésben, költséghatékony globális IT és internet szolgáltatások, és a Greenpeace név, mint védjegy megőrzése.

### Jogi keretek és döntéshozási mechanizmus
Minden országban és régióban ahol a Greenpeace jelen van, a helyi törvényeknek és nonprofit szervezeteknek megfelelő jogi személyiségként működik. Minden nemzeti és regionális iroda (NRO) tagja a Greenpeace International-nek (GPI), amely Amszterdamban székel. Az NRO-k és a GPI közötti kapcsolatot különböző licenc szerződések szabályozzák. Ezen szerződések alapján minden NRO önállóan működik.
Mind a nemzeti és regionális irodáknak, mind a GPI-nak van egy vezetősége, és legtöbbjüknek van egy kisebb méretű választótestülete, egy ügyvezető igazgatója és munkavállalói. Minden NRO delegál egy megbízottat (általában a vezetőség elnökét) az éves vezetőségi ülésre, amely a legfőbb döntéshozó szerv. Mivel évente csak egyszer üléseznek, csak nagy horderejű és általános kérdésekben döntenek, az operatívabb jellegű döntések hierarchikus és strukturált rendszerű megbeszélések eredményeként születnek.
Természetesen a GPI és az NRO-k saját belső szervezeti felépítéssel rendelkeznek, mely a méretekből és a kulturális különbségekből adódik.

## Anyagi háttere és vagyona

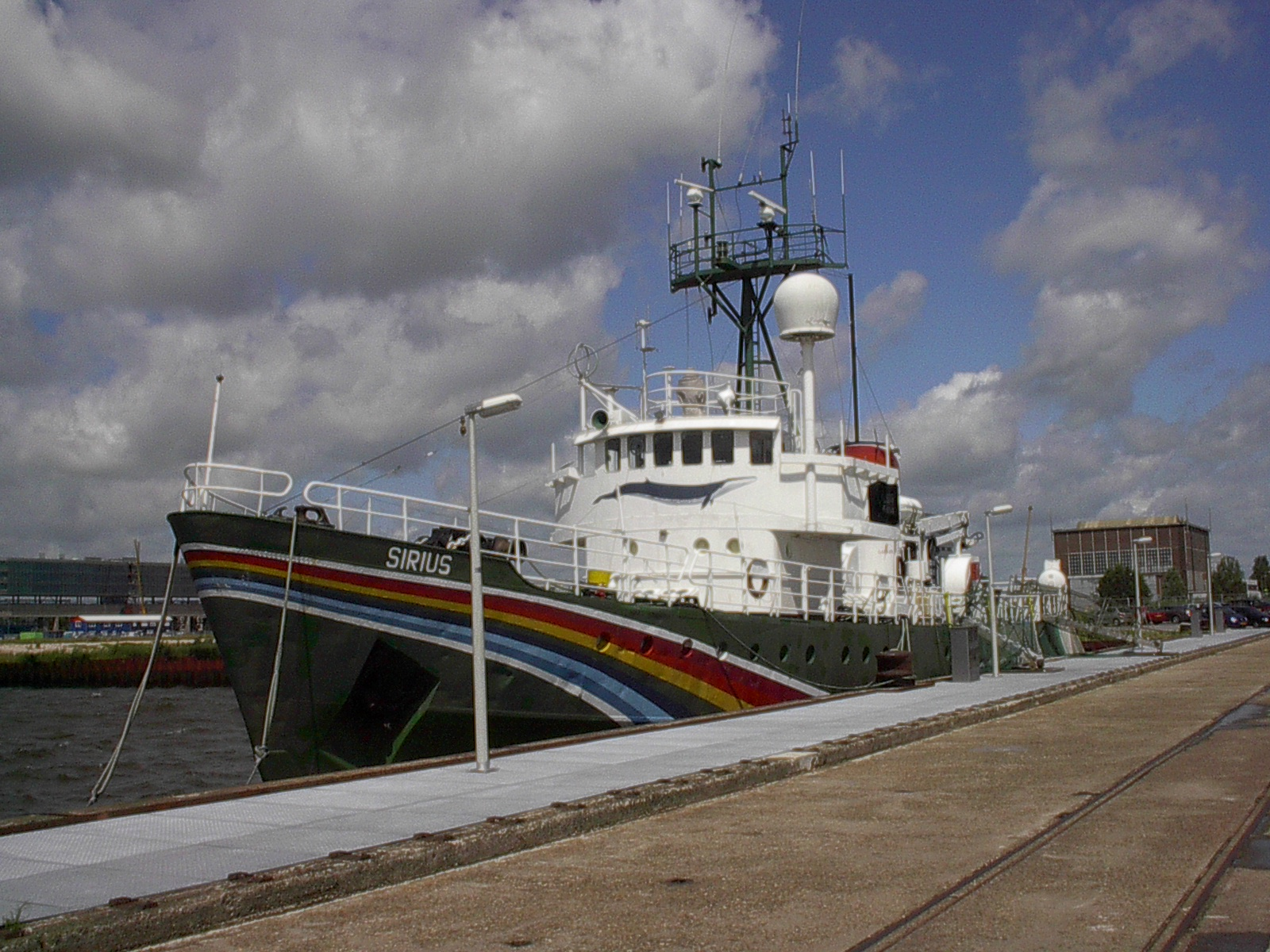
A Greenpeace Sirius nevű hajója

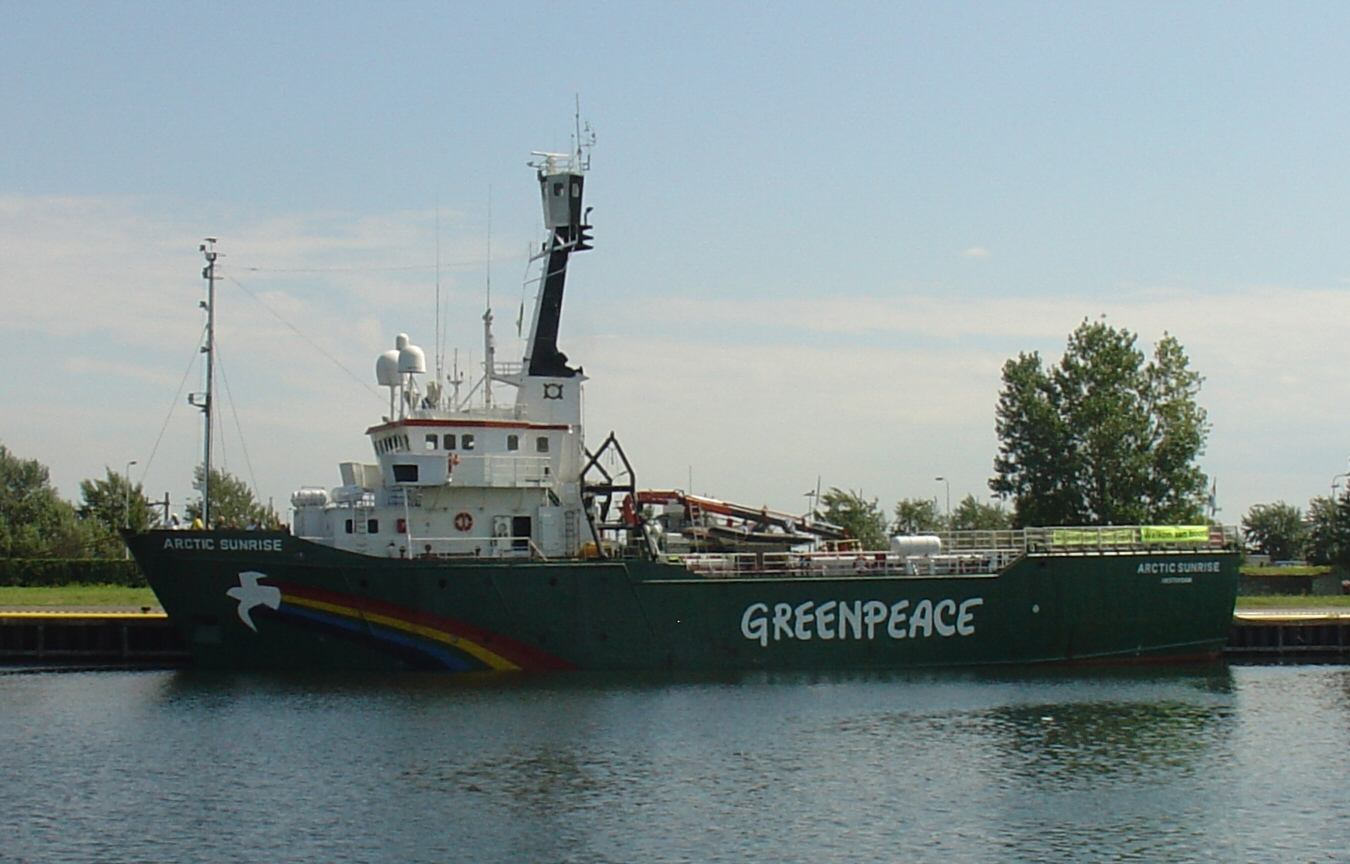
Az Arctic Sunrise

A Greenpeace kizárólag magánszemélyek adományait fogadja el, közel 3 millió ember támogatja a szervezetet adományaival. A szervezet nem fogad el pénzt vállalatoktól, kormányoktól, sem politikusoktól, így őrzi meg teljes függetlenségét.

### Járműpark
A Greenpeace hajóflottája egyedülálló előnyt nyújt a szervezetnek a Föld és a globális életközösségek megmentésére. Hajóik gyakran távoli, elzárt területeken harcolnak, hogy felderítsék és akadályozzák a környezetszennyezőket és a tengeri élővilág pusztítóit.
A Greenpeace több tengeri hajóval és számos kis méretű merev felfújható hajóval rendelkezik:
- Vitorláshajó: Rainbow Warrior
- Motoros hajók: Arctic Sunrise, Argus, Beluga II, Esperanza

A szervezet ezenkívül több, különböző adottságú motorcsónakkal és egy hőlégballonnal is rendelkezik.

## Története
A Greenpeace-t kanadai békemozgalmi aktivisták alakították meg 1971-ben azzal a céllal, hogy az amerikai kísérleti atomrobbantások beszüntetését követeljék. A szervezet angol nevéül a Green Peace (magyarul „zöld béke”) kifejezést választották. Egy maroknyi bátor ember egy bérelt halászbárkával a tenger alatti atomrobbantások helyszínén folyamatosan tüntetett. A széles körű médiavisszhang hatására az amerikai atomkísérleteket még ugyanabban az évben leállították.
Kronológia:
- 1972 Első akció a francia atombomba-kísérletek ellen. A dél-csendes-óceáni kísérleteket 1975-ben felfüggesztik.
- 1975 Első bálnavadászat-ellenes akciók – Greenpeace-aktivisták manővereznek gumicsónakjaikkal a bálna és a bálnavadászok szigonyai között.
- 1978 a Rainbow Warrior nevű Greenpeace-hajó megakadályozza a nukleáris hulladékok elsüllyesztését az Atlanti-óceánon.
- 1983 Greenpeace-kampány kezdődik a fenékhálós halászat betiltásáért.
- 1985 A francia titkosszolgálat Aucklandnél két bombával elsüllyeszti a Rainbow Warrior-t. A Greenpeace fényképésze, Fernando Pereira életét veszti a szerencsétlenségben. A hajó a Mururoa atoll felé tartott, hogy megakadályozza a francia atombomba-kísérleteket.
- 1987 A Greenpeace Antarktisz-állomást nyit a kontinens védelme érdekében.
- 1989 Vízre bocsátották a második Rainbow Warrior-t, hogy az elsüllyedt hajó helyét átvegye. A Greenpeace megkezdi nemzetközi kampányát és akcióit az őserdők védelmében.
- 1992 A Greenpeace egy németországi céggel közösen bemutatja a világ első FCKW- és FKW-mentes hűtőgépét, a Greenfreeze-t.
- 2003 30 millió ember vesz részt a világ legnagyobb háborúellenes tüntetésén, amelynek egyik szervezője a Greenpeace.
- 2004 A Greenpeace cyberaktivistái segítségével több mint 50 000 aláírást gyűjtött azoktól, akik állították, hogy csak akkor látogatják meg Izlandot, ha az felhagy bálnavadászati terveivel.
- 2005 A szervezet online-akciója, amelyben több százan követelik a nagy elektronikai cégektől, hogy termékeiket tegyék "tisztábbá", környezetbarátabbá.
- 2007. április 17. „Ne exportálj nukleáris veszélyt!” Greenpeace-demonstrációk a szlovákiai Mohi atomerőmű elavult szovjet technológiájú új reaktorainak építésében nyújtott olasz állami támogatás ellen.
- 2007. június 4. Greenpeace-tüntetés a G8-ak heiligendammi csúcstalálkozóján.

### Eredmények
Az alábbiakban felsorolt eredmények részben vagy egészen a Greenpeace akcióinak hatására születtek:
- 1971 Az amerikai tengeri atomkísérletek leállítása.
- 1975 A francia tengeri atomkísérletek felfüggesztése.
- 1983 Egyezmény születik arról, hogy 10 évig nem süllyesztenek el nukleáris hulladékot a tengerben.
- 1986 Életbe lép a nemzetközi bálnavadászati tilalom.
- 1987 Beszüntetik a veszélyes hulladékok elégetését az Északi-tengeren.
- 1989 Befejeződik a hígsavnak az Északi-tengerbe való ürítése.
- 1990 Az egész világon betiltják az ózonpajzsot pusztító FCKW-t.
- 1991 Egy szerződés 50 évre garantálja az Antarktisz védelmét.
- 1993 Világszintű tilalom születik a veszélyes hulladékok tengerbe történő elsüllyesztéséről.
- 1994 Megtiltják a veszélyes hulladékok szállítását a fejlett ipari országokból Kelet-Európába és a Harmadik Világ országaiba.
- 1994-2001 között több óriási területű őserdő került védelem alá Kanadában.
- 1995 A Shell olajkonszern megígéri a Greenpeace-nek, hogy nem süllyeszti a tengerbe Brent Spar nevű használaton kívül helyezett olajfúrókútját.
- 1997 Ausztriában elsőként tiltják meg a génmódosított kukorica importálását. Azóta egyre több ország rendeli el a génmanipulált termékek importjának tilalmát.
- 1998 A 15 éven át tartó Greenpeace-kampány eredményeként az Európai Unió megtiltja halászflottáinak a fenékháló használatát.
- 1999 Brazíliában megszigorítják a környezetvédelmi törvényt az illegális erdőirtások ellen.
- 2001 Határozat születik a lassan lebomló környezeti mérgek gyártásának és felhasználásának betiltásáról. Történelmi jelentőségű megállapodás születik Kanada utolsó nagy partmenti őserdeinek megmentésére vonatkozóan. (Great Bear Rainforest)
- 2002 Az Európai Unió ratifikálja a klímaváltozásról szóló Kiotói jegyzőkönyvet. Brazília megtiltja a veszélyeztetett mahagónifa exportját. Ezen tilalom életbe lépéséhez a világméretű Greenpeace akciók nagyban hozzájárultak.
- 2004 Az ENSZ Nemzetközi Tengerészeti Szervezete a Balti-tengert besorolja a „Kifejezetten Érzékeny Tengeri Területek” közé, mely döntéshez a Greenpeace éveken keresztül tartó kampánya nagyban hozzájárult. Izland eláll abbéli terveitől, hogy megöljön 500 cetet, ehelyett bejelenti az évi 25 cet elejtéséről szóló kvótát. Az Unilever, a Coca-Cola és a McDonald’s ígéretet tett arra, hogy hűtőiből kivonja az ózonpajzsot pusztító gázokat. Tíz évnyi lobbizás, kutatás és különböző akciók eredményeképpen végül Oroszország is ratifikálja a Kiotói Jegyzőkönyvet, így a világ egyetlen, globális méretű, klímaváltozással foglalkozó szerződése életbe lép.
- 2005. április 29. A Greenpaece online-akciója eredményeként a Samsung, Nokia és Sony a zöldebb termékek gyártása mellett döntenek, a Sony Ericsson szintén ígéretet tesz, hogy termékeiből kivonja a mérgező anyagokat.
- 2005. november 28. A svájci szavazók népszavazáson nemet mondanak a genetikailag módosított növények termesztésére és állatok tenyésztésére az elkövetkező 5 évben az alpesi országban.
- 2006. március 9. Az elektronikai óriásvállalat, a Hewlett-Packard megígéri, hogy kivonja termékeiből a veszélyes vegyi összetevőket.
- 2006. Május 31-én az atomszektor heves lobbizása ellenére Spanyolország ígéretet tesz, hogy az ország 8 atomerőművét kivonják a forgalomból, és helyettük tiszta, megújuló energiaforrásokból nyerik a szükséges energiát. Ezzel Spanyolország csatlakozott Svédországhoz, Németországhoz, Olaszországhoz és Belgiumhoz, így ő lett az ötödik európai ország, amely elutasítja a nukleáris energiát. A McDonald’s bejelenti, hogy nem árusít olyan csirkét éttermeiben, amelyek az Amazonas őserdő kipusztítása árán ültetett szóján neveltek, és meggyőzi beszállítóit, hogy ne támogassák az Amazonas esőerdő kiirtását és ne kereskedjenek ezekről a területekről származó szóján táplált szárnyasokkal.
- 2007: A Greenpeace és a cég termékeinek rajongói közös internetes kampányukkal elérik, hogy az Apple világszerte kivonja a legveszélyesebb mérgező anyagokat a termékeikből, és meggyőzték a céget, hogy legyen a legzöldebb az elektronikai óriások közül, és járuljon hozzá a veszélyes elektronikus hulladékok kérdésének megoldásához. Az ír parlament elsőként tiltja be a régi típusú energiapazarló égőket.
- 2008: Több mint tíz év kampányolás után az USA betiltja a PVC-t a gyermekjátékokban. A két élelmiszeripari multi, a Ferrero (például a Nutella gyártója) és az Unilever nem vásárol többé az indonéz esőerdők felégetett helyéről származó pálmaolajat. Argentínában is betiltják a régi típusú villanykörtéket.
- 2009: A görög parlament az atomra és szénre épülő energia-stratégiai tervet a tiltakozások hatására visszautasította és újat rendelt. Az egyik legnagyobb elektronikai cég a Philips igen ambiciózus hulladékcsökkentési terveket vállal. Németország hatodik uniós tagállamként moratóriumot vezetett be a Monsanto GM kukoricájára. Finnországban, Argentínában és Kanadában is nagy jelentőségű erdővédelmi törvényeket fogadtak el.
- 2010: Bíróság elé álltak a japán bálnavadászok hajójáról szervezett módon kicsempészett bálnahús szállítmányt lefülelő japán Greenpeace-aktivisták, a „Tokiói Kettős” néven elhíresült páros, magántulajdon ellopásáért. Az aktivisták feltáró kampányának köszönhetően a Nestlé is csatlakozik azon élelmiszergyártók közé, akik nem árulnak az indonéz esőerdők helyén termelt pálmaolajból készült termékeket. Kanadában sikerült az eddigi legnagyobb erdővédelmi egyezményt tető alá hozni. Sikerült megszüntetni a francia atomhulladék Oroszországba irányuló exportjának gyakorlatát. Az EU hosszú kampány hatására megszünteti az illegálisan kitermelt fatermékek importjának lehetőségét. A Japán Halászati Ügynökség beismerte, hogy munkatársait korrumpálta az a bálnahalászati cég, amely a „tudományos célú” bálnavadászattal volt megbízva.
- 2011: Szlovák, cseh, és lengyel Greenpeace-aktivisták tüntettek az adott országok magyar nagykövetségeinél a magyar elnökség zöldkérdéseinek. A fukusimai március 11-i atombaleset kapcsán ismét figyelembe került az atomenergia biztonságának kérdése, amely kérdésben a szervezet ellenző álláspontot foglal el.

## Magyarországon
A Greenpeace magyarországi kampányirodáját a Greenpeace Magyarország Egyesület működteti. A magyar iroda a Greenpeace bécsi központú közép-kelet-európai regionális szervezetéhez (Greenpeace CEE) tartozik.
A magyarországi iroda 2002 júniusában nyílt meg. Az eltelt évek során a szervezet fellépett a Tisza védelmében, a genetikailag módosított élőlények (GMO) felhasználásával gyártott élelmiszerek és génmódosított vetőmagok elterjedése ellen, felhívta a figyelmet a Paksi Atomerőműben bekövetkezett problémákra, valamint ez irányú kampányának eredményeképp Magyarország tagja lett a bálnák védelmét garantáló nemzetközi testületnek, a Nemzetközi Bálnavadászati Tanácsnak (IWC). A zöld aktivisták Magyarországon és Romániában is több alkalommal, látványos akciókkal hívták fel a figyelmet a romániai Verespatakra tervezett aranybánya veszélyeire. A Greenpeace legemlékezetesebb magyarországi fellépése a Zengőre tervezett NATO lokátorhoz kapcsolódik. A Greenpeace aktivistái a Civilek a Zengőért Mozgalommal, a Védegylettel és az MTVSZ-szel összefogva 2004-ben sikeresen óvták meg a természetvédelmi terület fáit és védett virágait a nemzetközi katonai szervezet beruházásától (Zengő-hegyi csata). 2005-től a Greenpeace kampánya eredményeként a génmódosított kukorica termesztését a törvény bünteti, 2006-ban pedig több génmódosított termék importját betiltották. Az elmúlt évek alatt a szervezet nemcsak országos ismertségre tett szert, hanem – környezetvédelmi kérdésekben – a lakosság véleményét is befolyásoló erővé vált.